# 意見広告
意見広告（いけんこうこく）とは、個人や団体、企業などが政治問題や社会問題、法律や税制などについて、自らの意見や主張を表明する目的で作成した広告である。宣伝メディアとしては、商業的利用ではないことが特色である。

## 目的
意見広告は自らの意見を表明し多くの人々に周知させ、理解や賛同を得る目的で行われる。
憲法改正問題や平和運動のように、比較的よく知られた問題についてのものが多いが、一般には知られていない社会問題について周知を図るために意見広告が掲載されることもある。
また、北朝鮮拉致問題などのように日本国内では既に周知の問題となっている問題について、海外に広く存在をアピールするために、海外のメディアに意見広告を掲載することも多い。

## 意見広告を行う主体
意見広告を行う主体としては、各種の市民団体や政治団体、経済団体や企業など様々である。
意見広告の掲載者の他に、賛同者のリストが広告内に掲載されることが多い。意見広告の権威性を高めるために、賛同者の中の有名人の名前を前面に出すこともある。掲載団体の代表者の名前のみを出して、他は人数のみの公表にとどめることもある。
企業が掲載した意見広告の例には、ローソンが当時の日本郵政公社と業務提携したことに対抗し、ヤマト運輸がローソンでのサービス取り扱いを停止した際に掲載した広告や、日本たばこ産業によるたばこ税増税反対の広告などのように企業の事業や経営に関するものや、アパグループが募集した「真の近現代史観」懸賞論文で最優秀賞を受賞した田母神俊雄の論文を意見広告に掲載するというように、企業自身の政治的思想信条をアピールするものが存在する。ヤマト運輸は日本郵便が担っている郵便業務が黒字であるにもかかわらず税制優遇を受けていることを疑問視し公平な競争を求める意見広告も掲載したが、これについては自社ホームページに特設サイトを設け、ヤマト運輸側の主張の解説や読者から寄せられた意見広告への意見を紹介している。
さらに、商業広告の中に政治的なメッセージを込めたものも存在する。2009年8月26日付の産経新聞に掲載された、SMAPの「そっと きゅっと/スーパースター★」発売の広告とともに掲載された、「幸せな国のつくり方。」と題された文の中に政治的メッセージ性を見出す向きもある。また、宝島社の広告にも風刺が込められたものが存在する。
他には、選挙の時期になると、各政党や各候補者がそれぞれの政党や政策をアピールする選挙広告がしばしば掲載されるが、これも広義の意見広告といえる。

## 意見広告の主な媒体
意見広告を発表する場としては、新聞や雑誌が選ばれる場合が多い（多くの人に読まれるため影響力を期待できる）。発行部数や販売部数が多いメディアほど広告の持つ影響力は大きくなる。また、新聞に掲載されることによって権威性を高めることもできる。そのため、多くの市民団体は特に発行部数の多い全国紙への掲載を目指すケースが多い。なお、地方の話題に関しては各地方において読者数の多い地方紙に意見広告を掲載する例も存在する。資金力がある場合には新聞に全面広告を載せることが多いが、それほどの資金力がない場合は紙面の下部に広告を載せることもある。資金を集める手段としては、寄付を募るものや主宰者のポケットマネーから供出するなどのものがある。
しかし、新聞や雑誌などのマスメディアに広告を掲載するには、相当な額の広告掲載費およびコストがかかるため、それだけの資金力を持たない個人や団体の場合は、チラシやポスターなどを配布することによって自らの意見を表明することがある。これらの配布は、街頭での街宣活動や市民運動とともに行われることが多い。なお、政治的煽動を目的としたチラシ（特に左翼運動家によるもの）をアジビラと呼ぶこともある。
まれに、街頭ビジョンが意見広告に用いられることがある。
また、インターネット上でのバナーに政治的主張を載せることによって意見広告の役割を持たせることも存在する。ある政治的思想・信条を共有する人々の間で、自らのブログにバナーを貼ることによって、自分たちの主義主張をアピールしたり、バナーからリンクしているウェブサイトに誘導して、そのサイトに掲載されている主義主張を伝えるという目的を果たしている。
同様の手法はインターネット関連企業も行なっており、2009年の薬事法改定問題では、ヤフーと楽天が医薬品のインターネット通信販売継続を求める署名サイトへのリンクをトップページに掲載し、署名を呼びかけた。
テレビで意見広告が行われることは日本においては少ないが、大きな選挙が行われる期間にしばしば政党のテレビコマーシャルが行われる。

## 主な意見広告
- 1960年代にベトナムに平和を!市民連合（ベ平連）がニューヨーク・タイムズ紙に多額の掲載料を負担して全面広告を掲載した。当時は、一反戦団体が全面意見広告を掲載するのは異例の事態であったが、ソビエト連邦崩壊後に、ベ平連はKGBから資金提供を受けている団体だったという事実が発覚した[2]。
- サンケイ新聞事件 - サンケイ新聞に掲載された自由民主党の日本共産党に対する意見広告に対し、共産党が産経新聞社に反論権を要求し、裁判になった事例。共産党が敗訴した。
- 日本は侵略国ではありません! - 英霊にこたえる会が1994年に産経新聞に掲載した意見広告。
- 豪快な号外 - TEAM GOGO! 2007が2007年に配布した地球温暖化防止などを呼びかける意見広告。
- 歴史事実普及協会が、日本政府に対し慰安婦問題への謝罪を要求するアメリカ合衆国下院121号決議採択の動きに対抗し、2007年6月14日付のワシントン・ポスト紙に"THE FACTS"を掲載。
- 2009年5月18日、プロジェクトJAPANの第1回放送が偏向・捏造であったと問題視する、日本李登輝友の会や在日台湾同郷会などのグループが連名で産経新聞に意見広告「NHKの大罪」を掲載。
- 意見広告7人の会 - 北朝鮮による日本人拉致問題の解決を求める意見広告を世界各国の大手紙に掲載する運動を行っている。
- フロンティア・ジャパン - 外国人参政権に反対する意見広告を渋谷駅前の街頭ビジョンに掲載する活動を行っている。
- DAYS JAPAN（デイズジャパン) - 2013年8月6日、日本からの原発輸出に反対する意見広告を原発輸出の対象国であるインド、トルコ、ベトナムの主要紙や主要紙のホームページなどに掲載。
- 楽天市場 - 総務省の決定により2025年9月末で楽天市場やAmazon、さとふるなどの仲介サイトを利用したふるさと納税のポイント付与が禁止になる事に対して意見広告と共にポイント付与禁止反対署名キャンペーンを行っている。[3]
- 電気事業連合会 - テレビCMの最初に【意見広告】と記載されている。